# Tasman Series New Zealand 1976
Tasman Series New Zealand 1976, även kallad Peter Stuyvesant Championship var ett race som kördes över fyra omgångar, och var den sista säsongen för Tasman Series efter splittringen med den australiska delen av serien. Ken Smith vann titeln.

## Delsegrare
| Datum      | Bana      | Vinnare         |
| ---------- | --------- | --------------- |
| 4 januari  | Pukekohe  | Ken Smith       |
| 11 januari | Manfeild  | Max Stewart     |
| 18 januari | Wigram    | Ken Smith       |
| 25 januari | Teretonga | Graeme Lawrence |

## Slutställning
| Plats | Förare          | Poäng |
| ----- | --------------- | ----- |
| 1     | Ken Smith       | 24    |
| 2     | Bruce Allison   | 16    |
| 3     | Jim Murdoch     | 10    |
| 4     | Kevin Bartlett  | 10    |
| 5     | Graeme Lawrence | 9     |
| 6     | Brian Redman    | 9     |